# Notobubon montanum
Notobubon montanum är en troligen utdöd växtart i släktet Notobubon och familjen flockblommiga växter.
Arten är en liten buske som förekom i södra Sydafrika. Den beskrevs av Christian Friedrich Frederik Ecklon och Carl Ludwig Philipp Zeyher som Dregea montana 1837, och fick sitt nu gällande namn av Anthony R. Magee 2008.